# Colegio Ward
El Colegio Ward es un instituto educativo de Argentina, con sede en la localidad de Villa Sarmiento (partido de Morón), dentro de la Provincia de Buenos Aires, Argentina. Fundado en 1913 por la Iglesia Metodista gracias a una donación del filántropo estadounidense George Ward, originalmente se emplazaba en Flores, siendo en 1933 cuando se trasladó de forma definitiva a Villa Sarmiento.
Calificado como uno de los colegios de mayor calidad de la Provincia de Buenos Aires, imparte educación bilingüe intercultural en sus niveles de enseñanza primaria y secundaria, además de ofrecer una escuela de educación especial, profesorados, jardín de infantes y bachillerato para adultos. Estas actividades se desarrollan dentro de un predio de 13 hectáreas que incluye catorce edificios —en el cual se llevan a cabo cada una de las actividades anteriormente nombradas respectivamente—, un campo de deportes con pista de atletismo, natatorio y gimnasio, biblioteca, capilla, un parque natural y diversos salones.
Sus colores tradicionales son el gris y el rojo, los cuales fueron adoptados poco después de fundarse y son utilizados en el uniforme institucional. El escudo del colegio ha cambiado en varias ocasiones por cuestiones de estilo, modernización de imagen o para reflejar distintos acontecimientos históricos. El actual, circular compuesto de una Biblia, un gorro frigio, la inicial de Cristo y la bandera nacional, tuvo su versión original en 1932, siendo modificado por última vez en 1950. El Colegio Ward posee fuertes vínculos institucionales con los colegios metodistas, con quien integra bloques a nivel nacional —Comisión de Instituciones Educativas Metodistas de Argentina y Consejo de Educación Cristiana Evangélica—, continental —Asociación Latinoamericana de Instituciones Metodistas de Educación— y mundial —International Association of Methodist Schools, Colleges and Universities—. Su propiedad recae sobre la Asociación Ward, entidad sin fines de lucro, formada por representantes de la Iglesia Evangélica Metodista Argentina y la Iglesia Discípulos de Cristo.
La enseñanza se inspira en los valores cristianos de sus iglesias fundadoras y recoge, entre otros, los aportes de la pedagogía que traían los misioneros de los Estados Unidos.

## Orígenes
George Ward —comerciante de Nueva York de visita en Buenos Aires— se interesó en fundar un colegio en honor a su madre Nancy, recientemente fallecida. Ward logró el apoyo de la Junta de Misiones Extranjeras de la Iglesia Metodista Episcopal y la Iglesia Metodista local, a la que luego se agregaría la Iglesia de los Discípulos de Cristo, y en 1913 se oficializó la fundación de la escuela bajo el nombre de Colegio Americano e Instituto Comercial Ward. Se enfatizó la enseñanza del idioma inglés adoptándose para su enseñanza los métodos educativos americanos.
La nueva institución enfatizaba su enseñanza en el comercio y el idioma inglés adoptando los métodos educativos estadounidenses. El acta fundacional fue establecida en noviembre de ese año en Flores, y citaba su lema:

Un colegio cristiano, de continuada inspiración democrática, que sirviera de puente entre las Américas

El primer director fue Frank Beck. En marzo de 1914, un alumnado de apenas tres estudiantes provenientes de Santa Fe. No obstante, esta enseñanza fue decayendo en las décadas posteriores, al no estar incorporado a la enseñanza oficial. Durante la gestión de Fred Aden —iniciada el 15 de noviembre de 1920— se inició la práctica del deporte en la institución (atletismo y baloncesto) y fue organizado el Departamento Musical, un club filosófico y el centro de Estudiantes. Creado en 1922, fundó la Sociedad de exalumnos.
Ante el exponencial crecimiento de alumnos, Aden consideró trasladar el colegio a una nueva sede. En 1932, se colocó la piedra fundamental en la localidad de Villa Sarmiento, cercana a Ramos Mejía. A su vez, es adoptada la denominación actual, Colegio Ward y el colegio recibe la autorización de las autoridades educativas provinciales de incorporar niñas a la matrícula.

## Deportes
La institución posee tres escuelas de deportes: atletismo, balonmano y natación. Estas no son exclusivas para el alumnado, sino que están abiertas a la comunidad. El Colegio Ward ofrece las prácticas tanto en su faz recreativa como competitiva.

### Atletismo
El atletismo tiene una amplia trayectoria dentro del Colegio, que fue uno de los primeros institutos donde se promovió la práctica de esta disciplina, ya que fue introducido a inicios de los años 1920. Está afiliado a la Federación Atlética Metropolitana (FAM), ente que regula la actividad de este deporte en la zona del Gran Buenos Aires y Capital Federal.
El Colegio Ward organiza desde 1923 el «Torneo Atlético Anual», que reúne en distintas pruebas a su alumnado. A lo largo de su celebración, se han establecido los siguientes récords:
| Récords masculinos                 | Récords masculinos                                       | Récords masculinos | Récords masculinos |
| Prueba                             | Atleta                                                   | Marca              | Año                |
| ---------------------------------- | -------------------------------------------------------- | ------------------ | ------------------ |
| 100 m                              | Héctor Gianelli                                          | 10” 9/10           | 1947               |
| 200 m                              | Héctor Gianelli                                          | 22” 9/10           | 1947               |
| 400 m                              | Rodney Farquharson                                       | 50” 9/10           | 1947               |
| 800 m                              | Facundo Coria                                            | 2:02,53            | 2005               |
| 1500 m                             | R. Drable                                                | 4:15               | 1952               |
| 3000 m                             | Facundo Coria                                            | 9:40,68            | 2005               |
| 110 m vallas                       | Eduardo Núñez                                            | 16” 01             | 1987               |
| 400 m vallas                       | C. Souto                                                 | 1’ 1” 3/10         | 1972               |
| Salto en largo                     | Horacio Argento                                          | 6,74 m             | 1974               |
| Salto triple                       | Horacio Argento                                          | 13,28 m            | 1974               |
| Salto de altura                    | Alejandro Terzián                                        | 1,86 m             | 1985               |
| Salto con garrocha                 | A. Acerbo                                                | 3,25 m             | 1977               |
| Lanzamiento de bala (6kg)          | Leonardo Trimarco                                        | 13,32 m            | 1987               |
| Lanzamiento de disco (2kg)         | A. Jones                                                 | 37,75 m            | 1931               |
| Lanzamiento de jabalina (0,800 kg) | Omar Deus                                                | 48,70 m            | 1963               |
| Relevo 4 × 100 m                   | Mariano Spada Javier G.Caliso Julián Méndola Pablo Ramos | 44” 9/10           | 1993               |

| Récords femeninos                  | Récords femeninos                                           | Récords femeninos | Récords femeninos |
| Prueba                             | Atleta                                                      | Marca             | Año               |
| ---------------------------------- | ----------------------------------------------------------- | ----------------- | ----------------- |
| 100 m                              | Carolina Doura                                              | 12,93             | 2010              |
| 200 m                              | Sofía Mato Benger                                           | 27,28             | 2010              |
| 400 m                              | Sofía Mato Benger                                           | 1:02,16           | 2010              |
| 800 m                              | Sofía Mato Benger                                           | 2:26,16           | 2011              |
| 1500 m                             | María Belén Álvarez                                         | 5:43,30           | 2010              |
| 3000 m                             | María Belén Álvarez                                         | 14:24,02          | 2011              |
| 100 m vallas                       | María Paita                                                 | 15” 5/10          | 1974              |
| 400 m vallas                       | Viviana Bondaruk                                            | 1´14´´6/10        | 2009              |
| Salto en largo                     | Cecilia Saviotti                                            | 5,12 m            | 1992              |
| Salto de altura                    | Analía Malvido                                              | 1,50 m            | 1985              |
| Salto de altura                    | Constanza Ferrucci                                          | 1,50 m            | 1987              |
| Lanzamiento de bala (4kg)          | Elena Abraham                                               | 10,81 m           | 1981              |
| Lanzamiento de disco (1kg)         | Andrea Badaraco                                             | 31,60 m           | 2000              |
| Lanzamiento de jabalina (0,600 kg) | Viviana García                                              | 30,29 m           | 1983              |
| Relevo 4 × 75 m                    | Gabriela Szulman Viviana García Joana Pope Vilma Oliva      | 38,83             | 1993              |
| Relevo 4 × 100 m                   | María Valencia Paula Aquino Noelia Bertocchi Agostina Prina | 53,67             | 2007              |

Fuente: Colegio Ward

### Balonmano ohandball
El Colegio Ward cuenta con una Escuela de Handball, cuyos equipos disputan los torneos organizados por la Federación Metropolitana de Balonmano (FeMeBal). Es uno de los equipos más laureados del handball metropolitano, y los mayores logros de su primer equipo sucedieron a partir de mediados de los años 2000, ganando cinco títulos metropolitanos y tres torneos «Súper-4». En 2013, fue campeón nacional. En 2016, fue abierta la inscripción para mujeres. En diciembre de 2022 el equipo de la categoría Liga de Honor Caballeros Oro se consagró Campeón del Torneo Metropolitano Clausura y en marzo de 2023 el mismo equipo se consagró Campeón del Torneo Super 8 de Handball.